# Desktop sharing
Desktop sharing, o compartición de escritorio es un nombre común de tecnologías y productos que permiten el acceso y la colaboración remotos en el escritorio de la computadora de una persona a través de un emulador de terminal gráfico.
Los dos escenarios más comunes para la compartición de escritorio son:
- Login remoto
- Colaboración en tiempo real

El login remoto permite a los usuarios conectarse a su propio escritorio mientras están físicamente lejos de su computadora. Los sistemas que soportan el X Window System, típicamente los basados en Unix, tienen esta capacidad incorporada. Las versiones de Windows a partir del Windows 2000 tienen una solución incorporada para el acceso remoto bajo la forma de Remote Desktop Protocol y antes de eso bajo la forma del Microsoft NetMeeting.
El producto Virtual Network Computing (VNC), de fuente abierta, proporciona la solución cross-plataforma para la conexión remota.
El defecto de las soluciones antedichas es su inhabilidad de trabajar fuera de un solo ambiente NAT. Un número de productos comerciales superan esta restricción haciendo un túnel del tráfico a través del encuentro de servidores.
La colaboración en tiempo real es un área mucho más grande del uso de la compartición del escritorio, y ha ganado un ímpetu reciente como componente importante de las comunicaciones ricas en multimedia. El intercambio de escritorio, cuando es usado conjuntamente con otros componentes de las comunicaciones multimedia tales como audio y video, crea la noción del espacio virtual donde la gente puede encontrarse, socializar y trabajar junta. En la escala más grande, esta área también se refiere como conferencia web.

## Software de compartición de escritorio
| Aplicación/Herramienta    | Costo                                | Compartición de pantalla | Acceso remoto | Mensajería instantánea | Compartición de control | Videoconferencia | Transferencia de archivos |
| ------------------------- | ------------------------------------ | ------------------------ | ------------- | ---------------------- | ----------------------- | ---------------- | ------------------------- |
| Cross Loop                | Gratis                               | X                        | X             | X                      |                         |                  | X                         |
| TeamViewer                | Gratis para usuarios privados        | X                        | X             | X                      | X                       | X                | X                         |
| RealVNC                   | Versión gratuita disponible          | X                        | X             | X                      | X                       |                  | X                         |
| Yuuguu                    | Gratis                               | X                        | X             | X                      | X                       |                  |                           |
| Festoon                   | Gratis                               | X                        | X             | X                      |                         | X                | X                         |
| GoToMyPC                  | $19.95/mes                           | X                        | X             |                        | X                       |                  | X                         |
| Webex                     | 45 céntimos $ por minuto/por usuario | X                        | X             | X                      | X                       | X                | X                         |
| IBM Lotus Sametime        | $338.00 anual                        | X                        | X             | X                      | X                       | X                | X                         |
| Oneeko                    | $72 anual                            | X                        | X             |                        | X                       |                  | X                         |
| Mikogo                    | Libre                                | X                        | X             |                        | X                       |                  | X                         |
| Adobe Acrobat Connect Pro | $39/mes                              | X                        | X             | X                      | X                       | X                | X                         |
| PocketMeeting             | $5 por día                           | X                        | X             |                        |                         |                  |                           |
| ScreenStream              | Libre                                | X                        | X             |                        |                         |                  |                           |
| AnyDesk                   | Gratis/Libre                         | X                        | X             | X                      | X                       | X                | X                         |

- Datos: Q1123560